# Свети Николай Софийски (София)
„Свети Николай Софийски“ е православна църква на Софийската епархия на Българската православна църква, разположена в центъра на столицата София.

## Местоположение
Църквата е разположена в едноименния парк, между улиците „Пиротска“, „Опълченска“, „Цар Симеон“ и „Брегалница“.

## История
Строителството на храма започва в македонската бежанска махала Ючбунар на 3 октомври 1896 година при църковното настоятелство свещеник Антон Жостов, Ив. Н. Златарев, Атанас Поппетров, Сл. Хр. Маджаров и М. Стоичков. Готовата църква е осветена на 3 декември 1900 година митрополит Партений Софийски при настоятелстно свещеник Николай Д. Крапчански, Ив. Н. Златарев, Атанас Поппетров и Т. Гърданов.
Храмът е изписан през 1966 – 1969 година от художниците Николай Ростовцев, Карл Йорданов, Господин Георгиев, Георги Белстойнев и Пеньо Русанов Пиндев.
Всеки четвъртък сутрин в храма пред мощите на свети Николай Софийски се извършва молебен канон. На 16 май, в навечерието на празника на светеца, се извършва литийно шествие с частица от мощите му от храма до лобното му място, където има построен параклис в чест на свети Николай Софийски – параклисът се намира на около 500 метра от черквата, на софийската улица "Цар Симеон" 125.

## Описание
Храмът има четири престола. Централният престол е посветен на Свети Николай Софийски, който се чества от Българската православна църква на 17 май и е патрон на църквата. В храма се пази икона и сандъче с мощите на софийския светец, които се изнасят за литийно шествие на 16 май вечерта, а на 17 май през целия ден са изложенин за почит от вярващите.
Севереният престол на храма е посветен на Света Великомъченица Марина, която се чества на 17 юли. Южният – на Света Великомъченица Екатерина, която се чества на 24 ноември. А четвъртият престол в храма е до северния му вход и е посветен на Преподобна Петка Търновска, която се чества 14 октомври.
Забележителен е иконостасът на църквата, който е по проект на Антон Торньов и Стефан Баджов, като главни изпълнители са дебърските майстори Нестор и Лазар Алексиеви. Иконостасът е завършен до фронтона в 1919 година, като фронтонът с разпятието е дело на Иван Травницки.
- Резби от църквата
- Амвонът
- Владишкият трон
- Централната част на иконостаса
- Царските двери
- Подписът „Нестор и Лазар Алексиеви“